# رخويات حقيقية
الرخويات الحقيقية (الاسم العلمي:Eumollusca) هي شعيبة من الرخويات ذات الأجسام الرخوة وغير المجزأة ذات التماثل الثنائي. نُسبت شعيبة الرخويات الحقيقية في عام 1891 إلى عالم الأحياء البحرية الفرنسي لويس رول (1861-1942).